# Into the Night
«Into the Night» es el primer sencillo del álbum recopilatorio de Carlos Santana titulado Ultimate Santana. A Carlos se le une Chad Kroeger de la banda de Hard rock, Nickelback, con el que previamente había trabajado en la canción "Why Don't You and I" del álbum Shaman. El canal VH1 le ha dado gran publicidad al video.

## Video musical
El video comienza cuando un hombre va a arrojarse desde una azotea, harto de la vida. Entonces lo distrae una paloma y ve en una ventana de enfrente a una bella mujer. Decide que le ha encontrado un sentido nuevo a la vida, pues se ha enamorado de ella, la sigue por la ciudad y descubre que trabaja en un bar. Mientras, Chad y Santana están tocando en la azotea del edificio del bar, donde pronto se les unen muchos jóvenes que los oyen desde abajo. 
Al final, ambos -hombre y mujer- se conocen y bailan en una fiesta. 
En este video figuran personas como Dania Ramírez, conocida por sus papeles en Héroes como Maya, y como Callisto en X-Men: The Last Stand; y Freddy Rodríguez, conocido por su papel en Ugly Betty de Giovanni Rossi. 

## Lista de canciones
1. «Into the Night» (álbum versión)
2. «I Believe It's Time»
3. «Curación» (Sunlight on Water)
4. «Victory Is Won»

## Posicionamiento
| Listas                            | Posición |
| --------------------------------- | -------- |
| Canadian Chum Chart               | 1        |
| Canadian Hot 100                  | 2        |
| Australian ARIA Singles Chart     | 4        |
| Italian Single Chart              | 5        |
| South Africa                      | 5        |
| Turkish Singles Chart             | 5        |
| Spanish Singles Chart             | 9        |
| Billboard Adult Top 40            | 10       |
| European Union Top 200 (EURO 200) | 17       |
| German Singles Chart              | 19       |
| Poland Singles Chart              | 19       |
| Austrian Top 75                   | 24       |
| Billboard Hot 100                 | 26       |
| Billboard Pop 100                 | 40       |
| Swiss Singles Top 100             | 49       |
| Brazilian Singles Chart           | 62       |

- Datos: Q2307610